# Van Gelder Studio

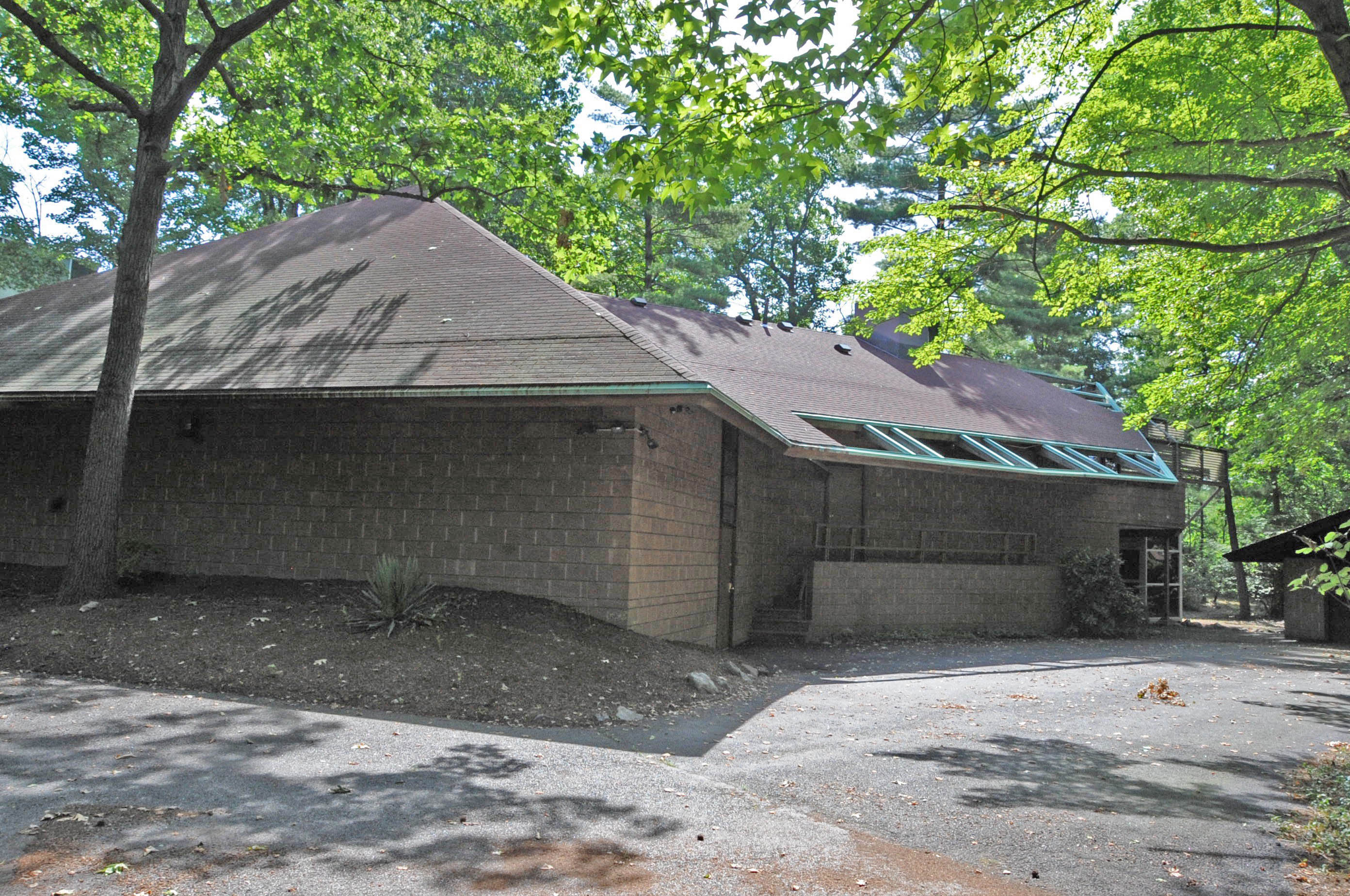
Здание студии в 2022 году

Van Gelder Studio — студия звукозаписи в Энглвуд-Клиффс, Нью-Джерси, США, основанная Руди Ван Гелдером. В этой студии было записано множество альбомов, выпущенных такими джазовыми лейблами, как Blue Note, Prestige, Impulse!, Verve и CTI.
25 апреля 2022 года она была внесена в Национальный реестр исторических мест за свою значимость в исполнительском искусстве и инженерии.